# Башарин, Иван Васильевич
Иван Васильевич Башарин (1 марта 1920, д. Жеребцово, Вичугского р-н, Ивановская обл. — 28 марта 1994, г. Тамбов) — Герой Советского Союза, старший лейтенант. Почётный гражданин г. Вичуги.

## Биография
Родился 1 марта 1920 года в деревне Жеребцово ныне Вичугского района Ивановской области в крестьянской семье. Русский. Член ВКП(б)/КПСС с 1944 года. Окончил среднюю школу, учился в Вичугском аэроклубе.
В Красной Армии с 1940 года. В 1941 году окончил Кировабадскую военную авиационную школу пилотов.
На фронтах Великой Отечественной войны с июля 1942 года.

На фронте борьбы с немецким фашизмом находился с 8 июля 1942 года по 9 декабря 1942 года. 9 декабря 1942 года при выполнении боевого задания в качестве «охотника» ведомым в паре, на самолете Ил-2 участвовал в налете на железнодорожный эшелон на станцию Оптуха, в результате которого уничтожен состав с боеприпасами, что подтверждается старшим лейтенантом Дятленко. По возвращении с боевого задания в районе Орел был сбит огнём ЗА. Попал в плен, бежал, с 22 января по 23 апреля 1943 года находился в партизанском отряде бригады Железняк.
С 7.7.42 года по 9.12.42 года произвел 16 успешных боевых вылетов на самолете Ил-2 в районы: Воронеж, Землянск, Семилуки, Гращевка, Ольховатка, Орел, Мценск. Участвовал в трех групповых полетах на штурмовку вражеских аэродромов: Брянск, Курск, Орел.
В период с 10 июля по настоящее время произвел 5 боевых вылетов на уничтожение живой силы и техники противника в районы Моховое, Бол. Малиновец, Сетуха ведомым в составе шестерки. Летает смело и уверенно, в бою проявляет мастерство и бесстрашие. 13 июля 1943 года шестерка Ил-ов, в составе которой ведомым шел младший лейтенант Башарин, выполняла боевое задание по уничтожению живой силы и техники противника в районе Дерновка. Во время атаки цели ведущий группы старший лейтенант Дятленко неоднократно подвергался атаке 2-х вражеских истребителей ФВ-190. Товарищ Башарин, оказывая взаимовыручку в бою и защищая жизнь своего командира, навязал воздушный бой вражеским истребителям и в неравном бою пулеметно-пушечным огнём обратил в бегство атакующих истребителей и сбил одного из них.
— Из наградного листа на орден Красного Знамени, 1943 год.
Заместитель командира эскадрильи 810-го штурмового авиаполка (225-я штурмовая авиадивизия, 15-я воздушная армия, 2-й Прибалтийский фронт) старший лейтенант Башарин И. В. к апрелю 1944 года совершил 88 боевых вылетов на штурмовку оборонительных позиций войск, аэродромов противника, а также в качестве охотника-штурмовика — во вражеский тыл.
Указом Президиума Верховного Совета СССР от 19 августа 1944 года за боевые подвиги, мужество и героизм, проявленные в боях с немецко-фашистскими захватчиками, старшему лейтенанту Башарину Ивану Васильевичу присвоено звание Героя Советского Союза с вручением ордена Ленина и медали «Золотая Звезда» (№ 4530).
После войны отважный лётчик продолжал службу в армии. С 1946 года подполковник Башарин И. В. — в отставке. Жил и работал в городе Вичуга. В 1985 году переехал на постоянное место жительства в г. Тамбов. Скончался 28 марта 1994 года.
Мемориальная доска в память о Башарине установлена Российским военно-историческим обществом на школе в селе Углец, где он учился.

## Награды
- Медаль «Золотая Звезда»
- орден Ленина
- орден Боевого Красного Знамени (21.7.1943)
- Орден Александра Невского
- орден Боевого Красного Знамени
- орден Боевого Красного Знамени
- орден Отечественной войны 1-й степени (5.9.1943)
- орден Отечественной войны 1-й степени
- Медали